# إدواردو هيريرا
إدواردو هيريرا (بالإسبانية: Eduardo Herrera Aguirre)‏ (25 يوليو 1988 بمدينة مكسيكو في المكسيك - ) هو لاعب كرة قدم مكسيكي في مركز الهجوم. شارك مع منتخب المكسيك لكرة القدم. أما مع النوادي، فقد لعب مع سانتوس لاغونا ونادي أونيفرسيداد ناسيونال ونادي رينجرز.

## وصلات خارجية
- إدواردو هيريرا على موقع إي إس بي إن إف سي (الإنجليزية)
- إدواردو هيريرا على موقع قاعدة بيانات كرة القدم.إي يو (الإنجليزية)
- إدواردو هيريرا على موقع ناشيونال فوتبول تيمز (الإنجليزية)
- إدواردو هيريرا على موقع Soccerbase.com (لاعب) (الإنجليزية)
- إدواردو هيريرا على موقع Soccerway.com (الإنجليزية)
- إدواردو هيريرا على موقع عالم كرة القدم.نت (الإنجليزية)
- إدواردو هيريرا على موقع AS.com (الإسبانية)